# Galgenberg (Regensburg)

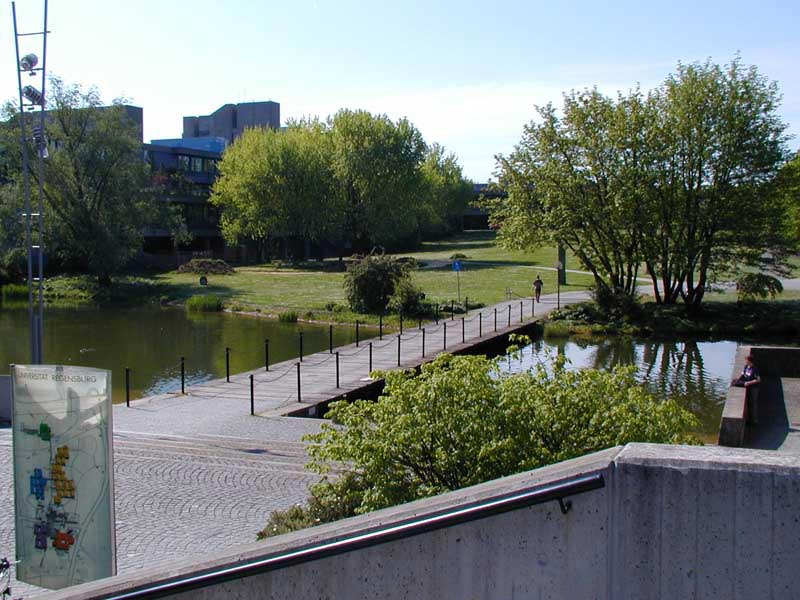
uni-r Campus

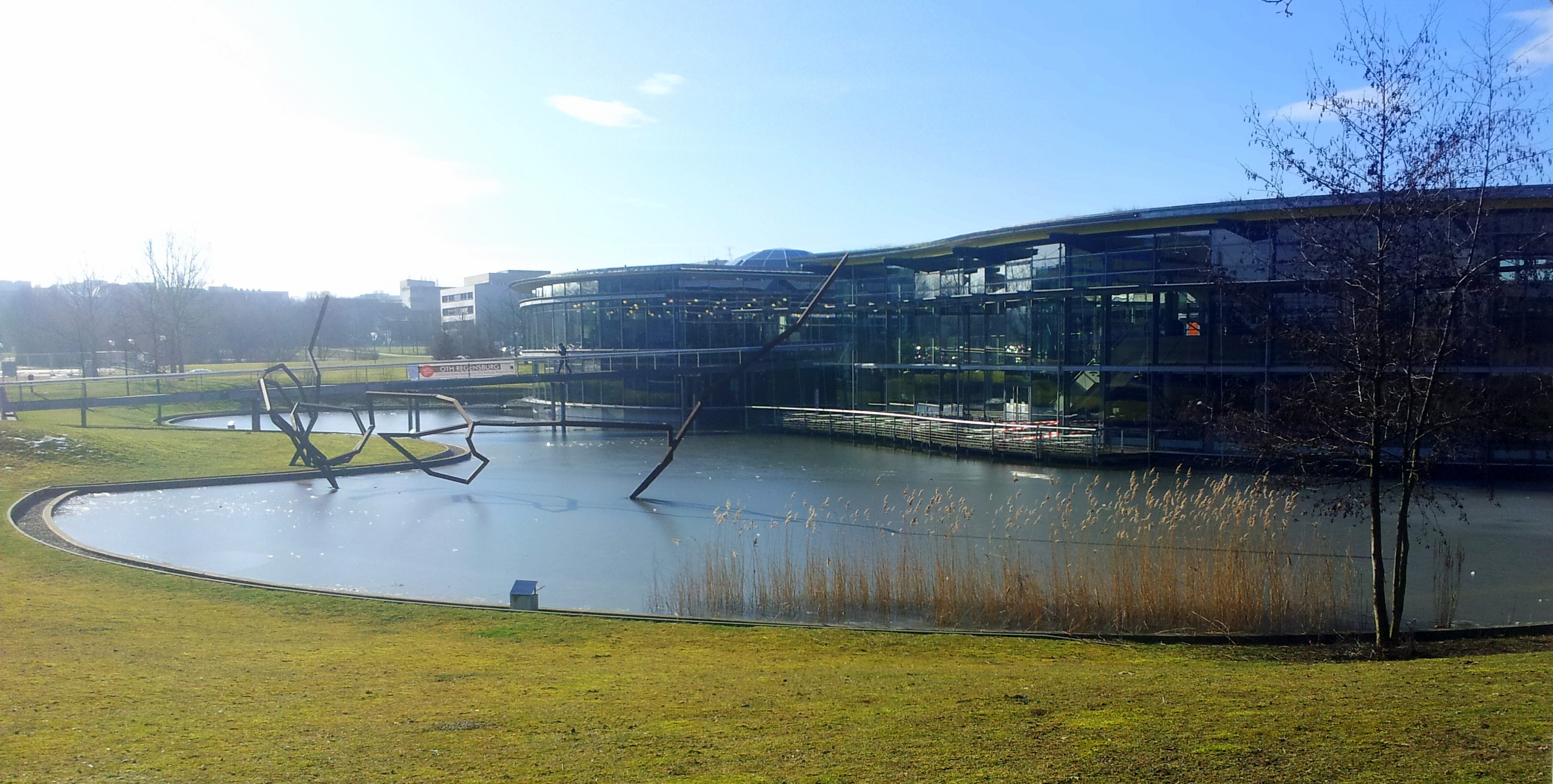
Mensa und Bibliothek am Campus der OTH Regensburg

Galgenberg ist der Stadtbezirk 12 von Regensburg. Der Stadtbezirk liegt südlich der Innenstadt. Der Stadtbezirk hatte am 31. Dezember 2022 11.162 Einwohner.

## Geschichte
Der Name geht zurück auf das Hochgericht der Reichsstadt Regensburg, das sich hier befand. Der Galgen wurde 1803 beim Übergang der Reichsstadt an das Fürstentum Regensburg durch Fürstbischof und Reichserzkanzler Karl Theodor von Dalberg abgerissen. Nur sieben Jahre später, 1810, kam das gesamte Fürstentum an Bayern.
Als Standort des Galgens lässt sich ein Grundstück südöstlich der Kreuzung Haydn- und Galgenbergstraße, also am Anfang der Regerstraße, ausmachen (). Viele Zeichnungen des Mittelalters und Kupferstiche der Neuzeit haben die Lage und das Aussehen des Galgens überliefert. Das Fundament bestand aus einem starken Mauergeviert, das ca. 7 m lang und nahezu 4 m hoch war. An den vier Ecken erhoben sich Säulen, auf denen die Querbalken lagen. Hier waren Haken angebracht, an denen der Henker seine Arbeit vollzog. An der Mauer des Galgens war das Stadtwappen angebracht.
Der heutige Stadtbezirk umfasst eine Fläche 266 Hektar. Die Einwohnerzahl beträgt 10.386 (Haupt- und Nebenwohnsitze; Stand 31. Dezember 2020).
Im Stadtbezirk befinden sich der 1897/98 von Richard Erhardt und Conrad Mayer angelegte Evangelische Zentralfriedhof und der 1909 von Heinrich Hauberrisser angelegte Katholische Friedhof der Oberen Stadt. Unter Denkmalschutz stehen u. a. die ehemaligen Kraftwagenhallen mit Postbediensteten-Wohnungen in der Friedensstraße, zwei ehemalige Brauereikeller und eine Reichsstädtische Brunnstube.
Auf dem Areal des Stadtbezirks befinden sich auch die Universität Regensburg (seit 1968) und die Ostbayerische Technische Hochschule Regensburg (OTH, Vorläufer ab 1971).

## Bilder und Karten

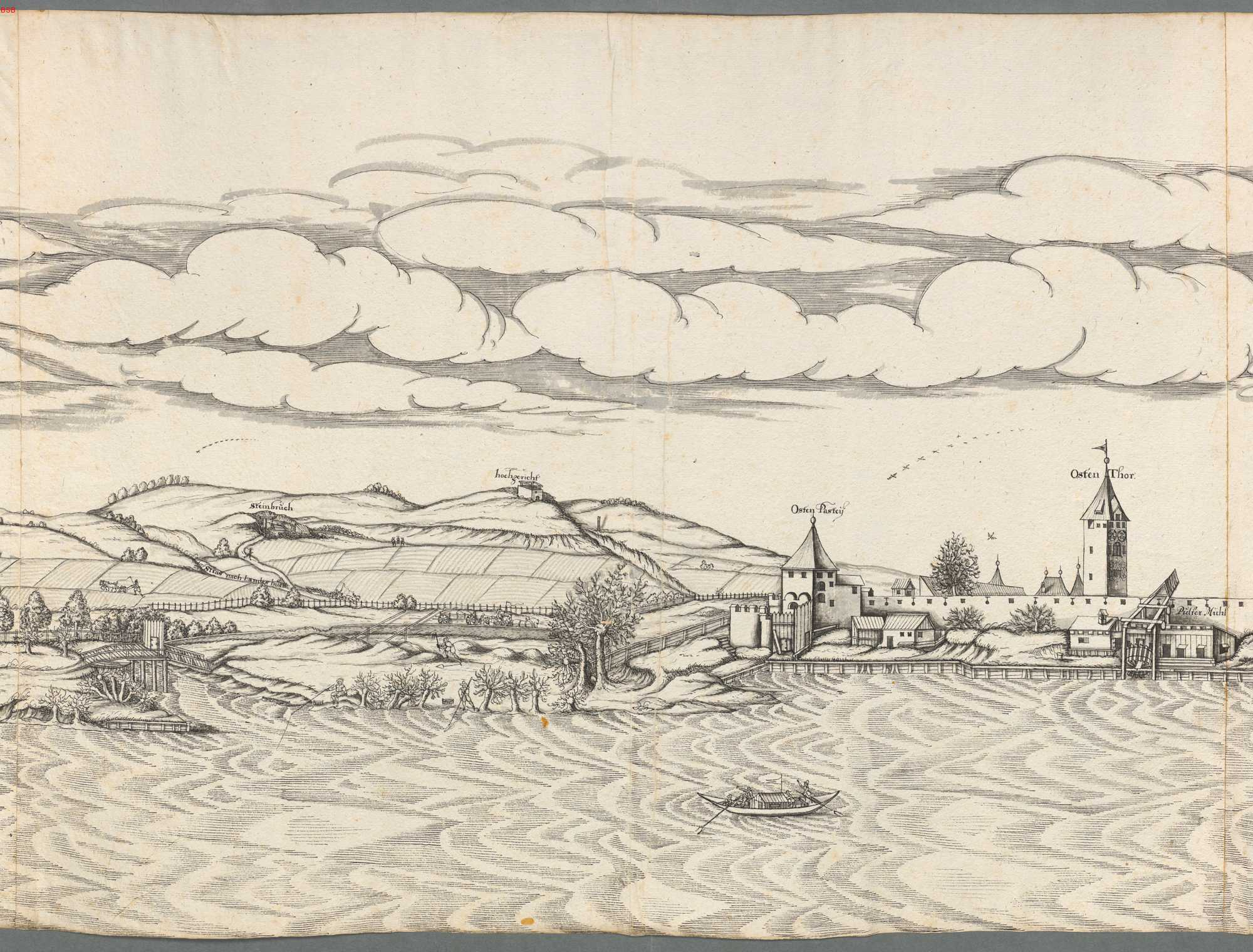
Abriß der Stadt Regensburg östlich und westlich der Steinernen Brücke. 1630. Mit Hochgericht.
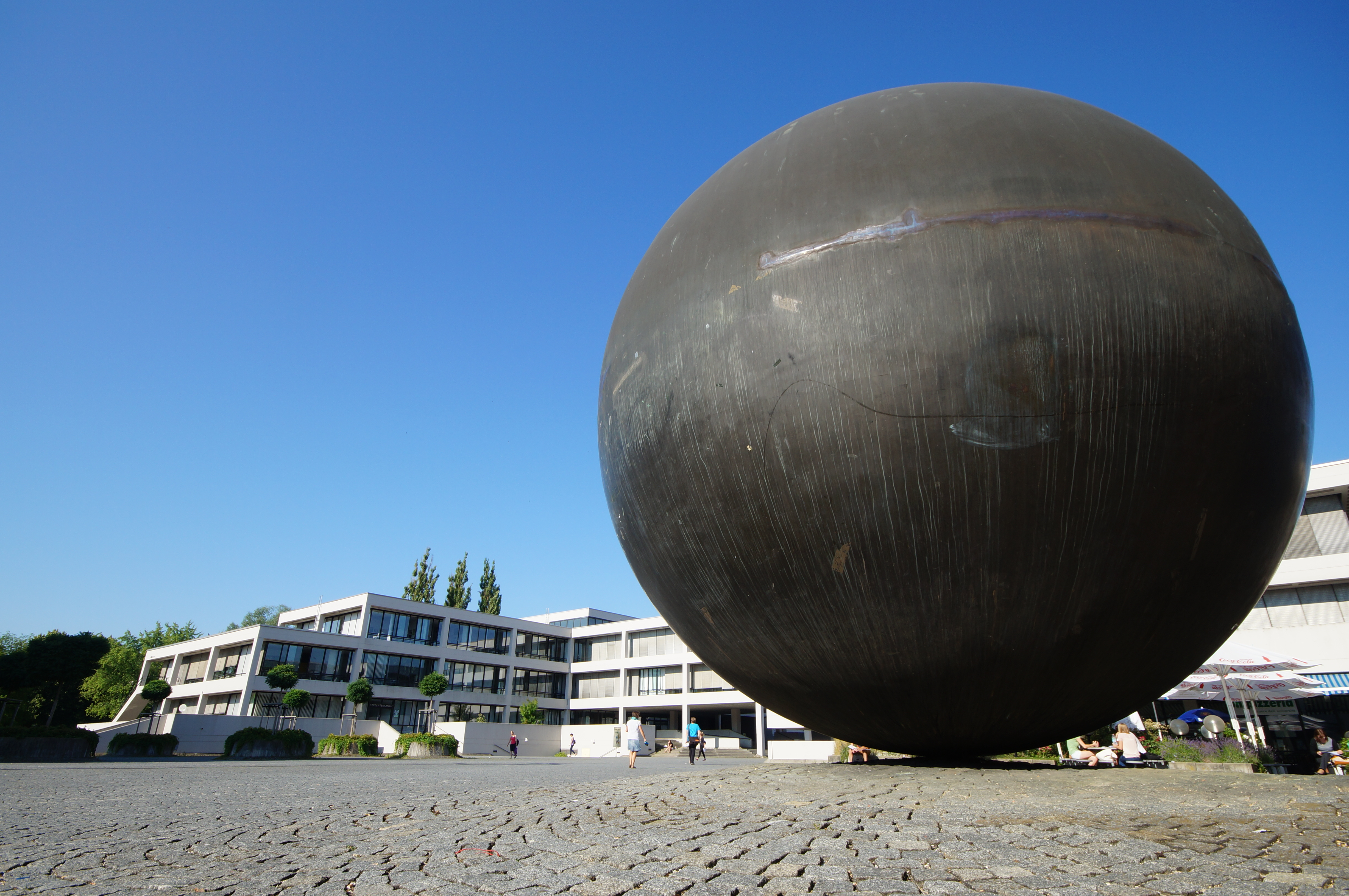
Angehaltene Bewegung – Kleinknecht – Campus uni Regensburg 1976
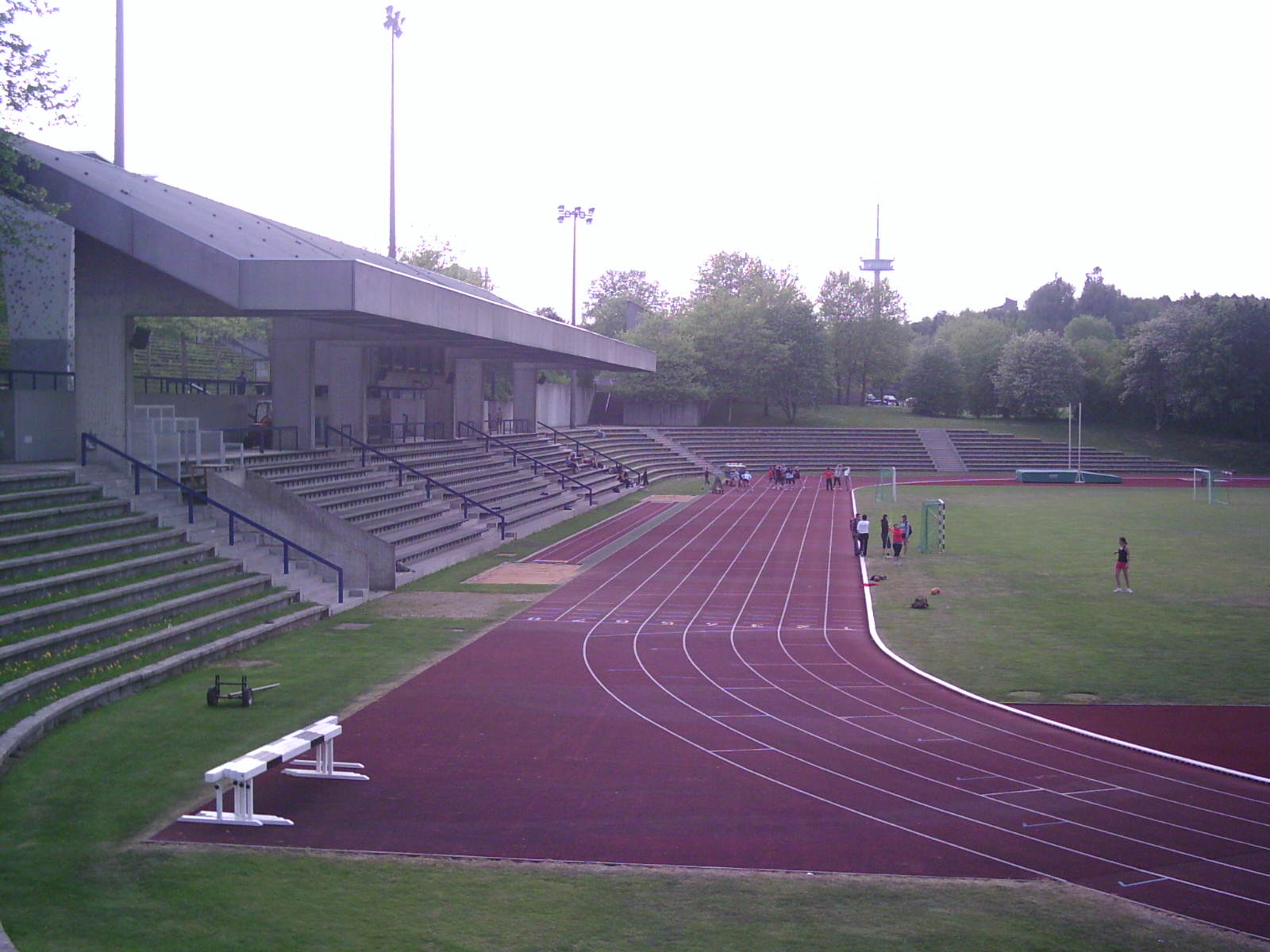
Ministadion auf der Universität Regensburg
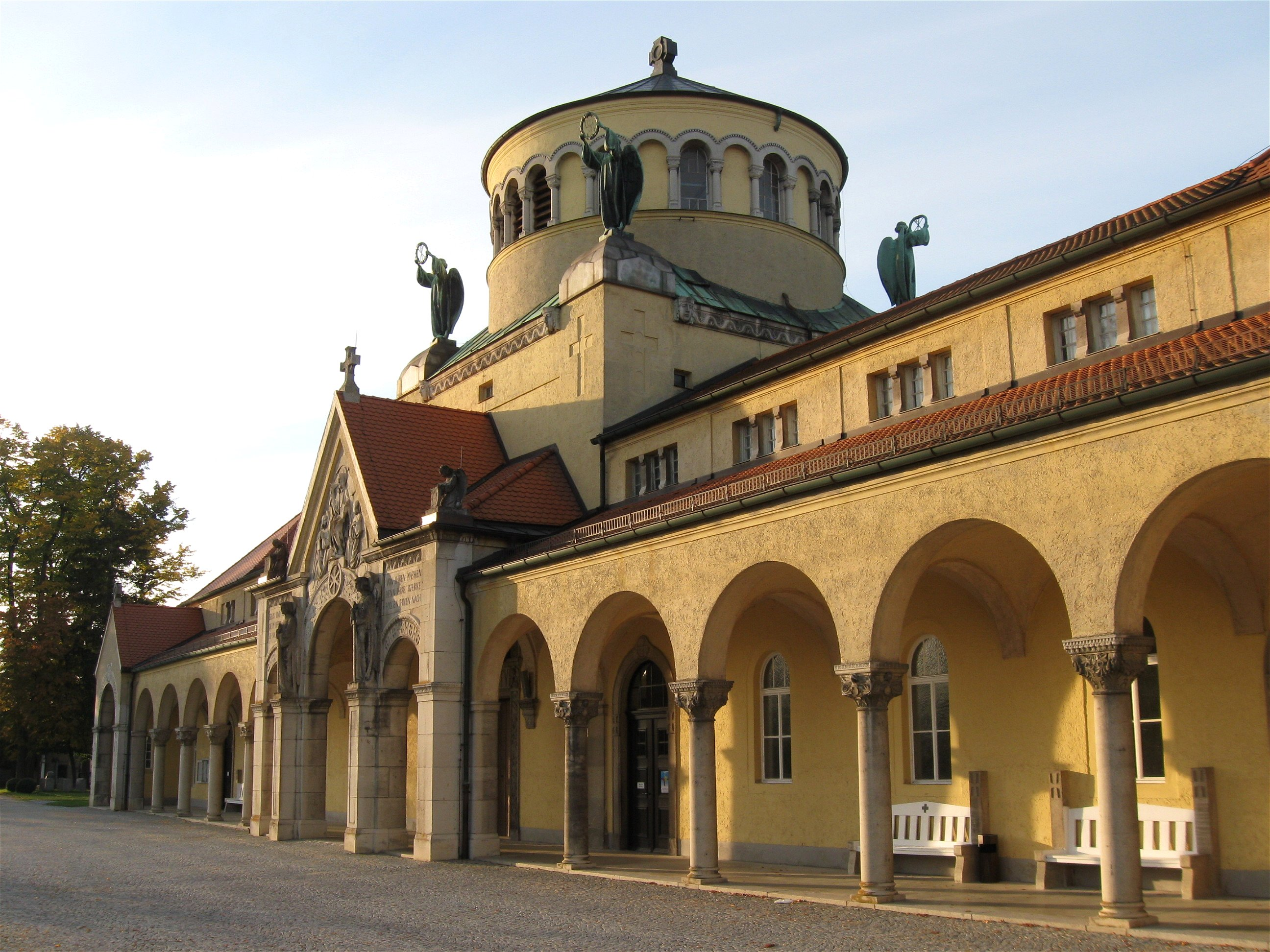
Kath. Friedhof der Oberen Stadt – Aussegnungshalle
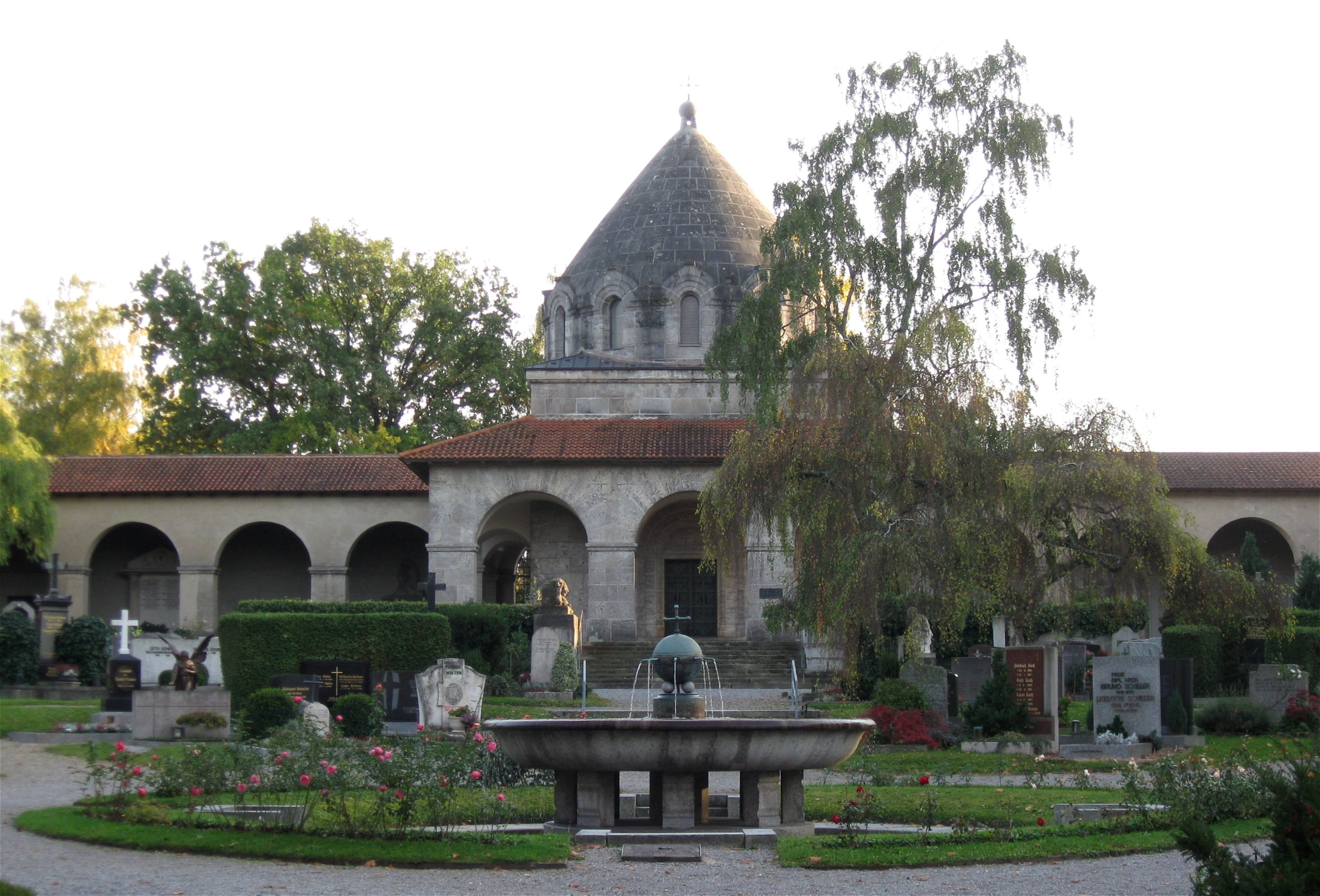
Evangelischer Zentralfriedhof – Doernberg-Mausoleum
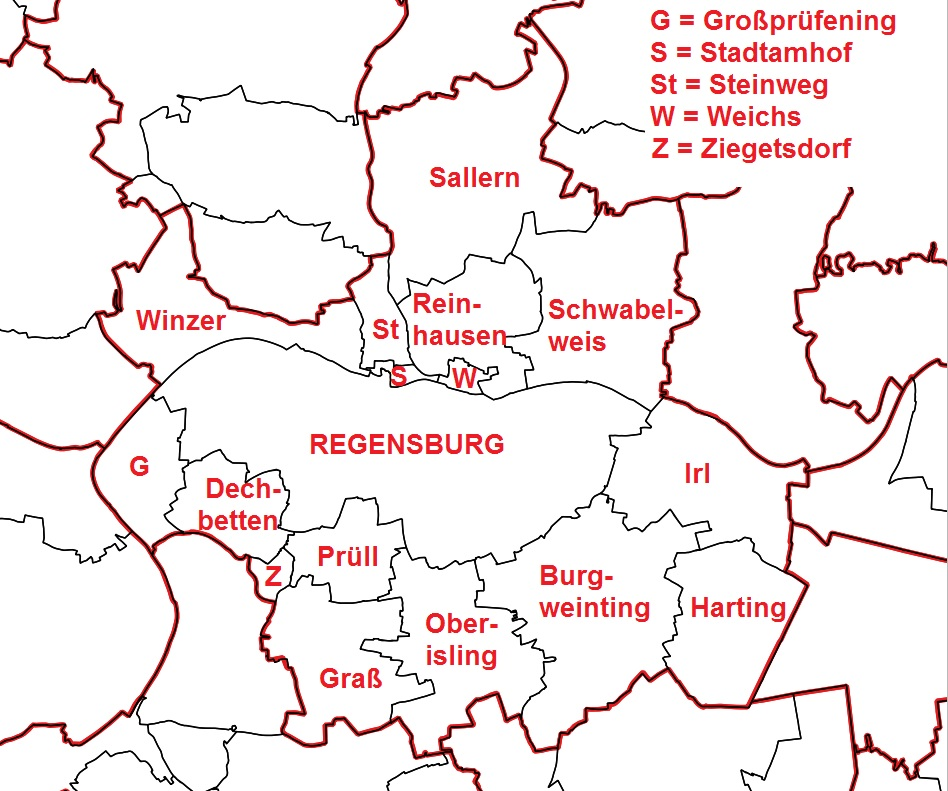
Regensburg Gemarkungen
Regensburg Stadtbezirke